# (200106) 1995 SK67
(200106) 1995 SK67 es un asteroide perteneciente al cinturón de asteroides, descubierto el 18 de septiembre de 1995 por el equipo del Spacewatch desde el Observatorio Nacional de Kitt Peak, Arizona, Estados Unidos.

## Designación y nombre
Designado provisionalmente como 1995 SK67.

## Características orbitales
1995 SK67 está situado a una distancia media del Sol de 2,634 ua, pudiendo alejarse hasta 2,963 ua y acercarse hasta 2,306 ua. Su excentricidad es 0,124 y la inclinación orbital 2,928 grados. Emplea 1562,19 días en completar una órbita alrededor del Sol.

## Características físicas
La magnitud absoluta de 1995 SK67 es 17,2.